# Жилиха
Жилиха — река в России, протекает по Первомайскому и Косихинскому районам Алтайского края. Устье реки находится в 47 км от устья Лосихи по правому берегу. Длина реки составляет 59 км, площадь водосборного бассейна — 420 км².

## Данные водного реестра
По данным государственного водного реестра России относится к Верхнеобскому бассейновому округу, водохозяйственный участок реки — Обь от города Барнаул до Новосибирского гидроузла, без реки Чумыш, речной подбассейн реки — бассейны притоков (Верхней) Оби до впадения Томи. Речной бассейн реки — (Верхняя) Обь до впадения Иртыша.